# Villanueva de la Concepción
Villanueva de la Concepción er en by og kommune i det sydlige Spanien i provinsen Málaga. Den har et indbyggertal på 3.286 (2024) indbyggere.